# Kriech-Himbeere
Die Kriech-Himbeere (Rubus rolfei, Syn.: Rubus pentalobus) ist eine aus Taiwan stammende Art der Gattung Rubus.
Sie ist nicht identisch mit der Taiwanesischen Himbeere (Rubus taiwanicola).

## Beschreibung
Die kriechend wachsenden steifen Triebe sind behaart und können an den Blattknoten neue Wurzeln bilden. Die immergrünen, einfachen und breit-eiförmigen, gestielten Laubblätter sind bis 9 cm groß und bis fünffach gelappt. Von Mai bis Juni öffnen sich die kleinen weißen Blüten. Im Spätsommer entwickeln sich daraus orangegelbe oder orangerote Sammelsteinfrüchte. Die Früchte sind etwa 1,4 cm groß.
Die Chromosomenzahl beträgt 2n = 42 oder 2n = 28.

## Verbreitung
Die Kriech-Himbeere ist hauptsächlich in Taiwan aber auch auf den Philippinen beheimatet. Sie wird auch unter den Kultur-Sortennamen „Emerald Carpet“ und „Formosan Carpet“ vermarktet.
Daneben existieren noch weitere synonyme Bezeichnungen wie Rubus pentalobus Hayata, Rubus calycinoides Hayata, Rubus elmeri Focke und Rubus hayata-koidzumii Naruh.
Die Kriech-Himbeere wird auch manchmal  mit Rubus calycinoides Kuntze, einer Rubus-Art aus Indien und Nepal, aufgrund der Namensgleichheit verwechselt.